# Bérczi László Bernát
Bérczi László Bernát (Pécs, 1979 –) magyar pedagógus, volt ciszterci szerzetes, 2018–2023 között felfüggesztéséig zirci apát. Az apátságban zajló gazdasági visszaélések miatt indított vizsgálat közben 2024-ben kérte laicizálását, és kilépett a szerzetesrendből és a katolikus egyházból.  

## Élete
Középiskolai tanulmányait a Ciszterci Rend Nagy Lajos Gimnáziumában végezte 1997-ben. Ezt követően a PTE Pollack Mihály Műszaki Főiskolai Karán műszaki informatikából szerzett oklevelet.
2001-ben lépett a Zirci Ciszterci Apátságba. A noviciátus után teológiai tanulmányait a Veszprémi Érseki Hittudományi Főiskolán végezte, mellyel párhuzamosan informatikatanári diplomát szerzett. 2000–2001-ben óraadó a Ciszterci Rend Nagy Lajos Gimnáziumában.
2007. augusztus 18-án tett ünnepélyes örökfogadalmat, 2008. június 28-án szentelték pappá. 2009 és 2012 között a Zirci Apátságban szolgált, mint az idősek otthonának igazgatója, segédmagiszter, pályázati felelős, végül mint alperjel és 2011 júniusától oktatási főigazgató. 2012-től a pécsi Ciszterci Rend Nagy Lajos Gimnáziumának hittan és informatika szakos tanára, lelkipásztora.
Dékány Sixtus apát lemondását követően 2017. június 14-ével nevezte ki Mauro Giuseppe Lepori ciszterci generális apát Bérczi László Bernátot a Zirci Ciszterci Apátság kormányzó perjelévé.
2018. július 13-án a zirci közösség apátjává választotta. Mauro Giuseppe Lepori ciszterci generális apát 2018. szeptember 15-én benedikálta. Jelmondata: Ut vitam habeant (Hogy életük legyen).
2023. május 15-én a Megszentelt Élet Intézményeinek és az Apostoli Élet Társaságainak Kongregációja Mauro Giuseppe Lepori generális apátot a zirci apátság pápai biztosnak nevezte ki. Bérczit azonnali hatállyal felfüggesztették apáti és plébánosi feladatai alól, és a dallasi apátságba rendelték a zirci apátság és a rend által fenntartott iskolák pénzügyi visszásságai okán.
2024-ben kérte a rendből való távozásának jóváhagyását, és a papi rendből való kilépésének (laicizálás) engedélyezését. Ezt Ferenc pápa 2024. végén jóváhagyta, így mind rendi tagsága, mind papi státusza megszűnt, ez által apáti megbízatását is elveszítette. Önkéntes laicizálásával már nem volt egyházilag szankcionálható az apátságban zajló pénzügyi visszaélések miatt.

## Művei
- The ruins and reconstruction of the medieval Cistercian Abbey of Zirc, in: Architektus Nr. 2 (24), 2008, S. 5–17.